# トリップ郡 (サウスダコタ州)
トリップ郡（英: Tripp County）は、アメリカ合衆国サウスダコタ州の南部に位置する郡である。2010年国勢調査での人口は5,644人であり、2000年の6,430人から12.2％減少した。郡庁所在地はウィナー市（人口2,897人）であり、同郡で人口最大の町でもある。郡名は弁護士、判事および外交官だったバートレット・トリップに因んで名付けられた。

## 地理
アメリカ合衆国国勢調査局に拠れば、郡域全面積は1,617平方マイル (4,189 km2)であり、このうち陸地は1,614平方マイル (4,181 km2)、水域は4平方マイル (8 km2)で水域率は0.24％である。

### 主要高規格道路
| - アメリカ国道18号線 - アメリカ国道183号線 - サウスダコタ州道44号線 - サウスダコタ州道49号線 | - サウスダコタ州道53号線 |

### 隣接する郡
- ライマン郡 - 北
- グレゴリー郡 - 東
- ケヤパハ郡 (ネブラスカ州) - 南
- トッド郡 - 南西
- メレット郡 - 北西

## 人口動態
以下は2000年の国勢調査による人口統計データである。
| 基礎データ - 人口: 6,430人 - 世帯数: 2,550 世帯 - 家族数: 1,721 家族 - 人口密度: 2人/km2（4人/mi2） - 住居数: 3,036軒 - 住居密度: 1軒/km2（2軒/mi2） 人種別人口構成 - 白人: 87.48% - アフリカン・アメリカン: 0.03% - ネイティブ・アメリカン: 11.20% - アジア人: 0.06% - その他の人種: 0.08% - 混血: 1.15% - ヒスパニック・ラテン系: 0.86% 年齢別人口構成 - 18歳未満: 27.7% - 18-24歳: 6.2% - 25-44歳: 24.4% - 45-64歳: 21.9% - 65歳以上: 19.7% - 年齢の中央値: 40歳 - 性比（女性100人あたり男性の人口） - 総人口: 97.4 - 18歳以上: 94.7 | 世帯と家族（対世帯数） - 18歳未満の子供がいる: 30.4% - 結婚・同居している夫婦:56.9% - 未婚・離婚・死別女性が世帯主: 6.6% - 非家族世帯: 32.5% - 単身世帯: 29.6% - 65歳以上の老人1人暮らし: 15.7% - 平均構成人数 - 世帯: 2.48人 - 家族: 3.08人 収入と家計 - 収入の中央値 - 世帯: 28,333米ドル - 家族: 36,219米ドル - 性別 - 男性: 22,588米ドル - 女性: 18,070米ドル - 人口1人あたり収入: 13,776米ドル - 貧困線以下 - 対人口: 19.9% - 対家族数: 15.9% - 18歳未満: 20.7% - 65歳以上: 17.6% |

## 都市と町
- コローム
- ハムミル
- アイデアル
- ニューウィッテン
- ウィナー - 郡庁所在地

### 郡区
トリップ郡は下記46の郡区に分けられている。
| - バナー - ビーバークリーク - ブラック - ブルンソン - ブルクリーク - カーター - コローム - コンドン - カールー - ドッグイアー | - エリストン - グリーンウッド - ホルスクロー - ハギンス - アイデアル - アーウィン - ジョーダン - ケヤパハ - キング - レイク | - ラムロ - リンカーン - ロングスター - ローンツリー - マクニーリー - ミルボロ - パハペスト - プレインビュー - プレザントバレー - プレザントビュー | - プログレッシブ - レイムズ - ロースデール - ローズランド - スタープレーリー - スターバレー - スチュワート - サリー - テイラー - バレー | - ウィーバー - ウィロウクリーク - ウィルソン - ウィットン - ウォートマン - ライト |

またガスマンという未編入領域もある。